# Kolano owadów
Kolano – element anatomiczny odnóży niektórych owadów
U prostoskrzydłych kolano (łac. apex femoralis) to wierzchołkowa (końcowa) część uda.
U błonkoskrzydłych kolano (ang. knee) to łączna nazwa dystalnej (końcowej) części uda i proksymalnej części golenia.